# پاین ریج ات کرستوود (نیوجرسی)
پاین ریج ات کرستوود (به انگلیسی: Pine Ridge at Crestwood) یک منطقهٔ مسکونی در ایالات متحده آمریکا است که در منچستر، نیوجرسی واقع شده‌است. پاین ریج ات کرستوود ۴٫۴۹۷ کیلومتر مربع مساحت و ۲٬۳۶۹ نفر جمعیت دارد و ۲۱ متر بالاتر از سطح دریا واقع شده‌است.